# Glückspilze (1940)
Glückspilze ist ein US-amerikanischer Spielfilm aus dem Jahr 1940. Unter der Regie von Lewis Milestone spielen Ronald Colman, Ginger Rogers und Jack Carson die Hauptrollen in dieser Komödie. 

## Handlung
David Grant arbeitet als Karikaturist in Greenwich Village. Auf einem Spaziergang wünscht er der Buchhändlerin Jean Newton „viel Glück“. Als Jean kurz darauf ein teures Kleid geschenkt bekommt, glaubt sie, dass David ihr tatsächlich Glück gebracht habe und überredet ihn, mit ihr an einem Gewinnspiel teilzunehmen. Als Hauptpreis winkt eine Reise zu den Niagarafällen. David macht jedoch zur Bedingung für seine Zustimmung, dass man im Falle des Gewinns die Reise zusammen antritt. Dies stößt jedoch bei Freddy Harper, dem Verlobten von Jean, nicht gerade auf Akzeptanz. David kann jedoch auch ihn überzeugen, dass die Reise nur ein künstlerisches Experiment sei und völlig unpersönlich. Tatsächlich gewinnt das Los. David und Jean treten ihre Reise an, werden allerdings von dem eifersüchtigen Freddy verfolgt. Als Freddy nachts in Jeans Hotelzimmer einbricht, muss er freilich feststellen, dass seine Verlobte dort allein nächtigt. David war bereits mit Jeans Arbeitsergebnissen abgereist, um nach New York zurückzukehren.
Auf seiner Rückreise nach New York wird David, der mit Jeans Auto unterwegs ist, von der Polizei verhaftet. Er steht unter dem Verdacht, das Fahrzeug gestohlen zu haben. Jean wiederum wird unter dem Verdacht verhaftet, ein Bild von David gestohlen zu haben. Schließlich wird auch noch Freddie aufgrund seines Einbruchs ins Hotelzimmer verhaftet. Alle drei kommen vor den Haftrichter. Nur Jean und David können den Richter jedoch von ihrer Unschuld überzeugen und werden schließlich ein Paar.

## Kritik
„Eine amüsant inszenierte Komödie in guter Besetzung.“